# Алвеш, Диогу
Дио́гу А́лвеш (галис. и порт. Diogo Alves; 1810, Самос — 19 февраля 1841, Лиссабон) — португальский серийный убийца. В период между 1836 и 1840 годами убил около семидесяти человек. Все преступления он совершил в районе акведука Агуаш-Ливреш, получив таким образом прозвище «Убийца из акведука». Приговорён к смертной казни и повешен. Голова убийцы была отделена от тела и помещена в колбу, чтобы сохранить её для научных целей, и в настоящее время является туристической достопримечательностью.

## Биография
Родился в Галисии (Испания) в крестьянской семье. Алвес в подростковом возрасте упал с лошади и ударился головой, получив за это прозвище Панкада (порт. удар). В возрасте девятнадцати лет родители отправили его на заработки в Лиссабон. Сменив несколько профессий и перестав писать родителям, он стал пить и играть в азартные игры, познакомился с трактирщицей Марией Гертрудес. Считается, что эта связь и подтолкнула Алвеша к убийствам. Начав совершать преступления, Диого приобрёл второе прозвище — «Убийца с Акведука». Он грабил бедных прохожих, а затем сбрасывал их с высоты 60 метров, чтобы одновременно избежать опознания и выдать жертв за самоубийц, что поначалу ему удавалось.
Убийства на акведуке остались не доказанными, но суд присяжных приговорил Алвеша и его банду за другие эпизоды, в частности, они убили четырёх человек — членов семьи врача, в доме на одной из улиц города. Мария тоже входила в банду, а её одиннадцатилетняя дочь дала показания в суде против неё. Мария в итоге была отправлена в пожизненную ссылку в африканские колонии.
Алвес стал предпоследним (часто ошибочно утверждается, что всё же последним) повешенным преступником в Португалии. Его действия в то время заинтриговали учёных из Медико-хирургической школы Лиссабона. После его повешения, в попытке изучить его мозг, голова Алвеса была отрезана и изучена. По сей день, голова хранится в анатомическом театре медицинского факультета Лиссабонского университета, в стеклянном сосуде в растворе формальдегида, который навсегда увековечил его лик как спокойного уравновешенного человека, каковым он не являлся. О нём написано несколько книг и сняты фильмы.